# Ӗ (кирилиця)
Ӗ, ӗ — кирилична літера, 9-та літера чуваської абетки, утворена від Е. Позначає неогублений голосний звук середнього ряду високосереднього підняття. 
Букву ввів І. Я. Яковлєв 1873 року в «Букварі для чувашів із застосуванням російської абетки». В більш ранніх варіантах використовувався м'який знак. Літера походить від кириличної Е.